# Coffea mangoroensis
Coffea mangoroensis là một loài thực vật có hoa trong họ Thiến thảo. Loài này được Portères mô tả khoa học đầu tiên năm 1962.